# HMF
Hidroximetilfurfural, HMF o 5-(hidroximetil)furfural es un aldehído y un furano formado durante la descomposición térmica de los glúcidos. El HMF se ha identificado en una variedad de alimentos procesados incluyendo leche, jugos de frutas., bebidas alcohólicas, miel, etc Los estudios recientes han mostrado que el HMF también se encuentra en los cigarrillos. 

## Peligro biológico
según El National Institute of Environmental Health Sciences (NTP) designó a la dieta que contiene HMF como potencial carcinógeno. Dicho instituto - el NTP- planea el desarrollo de protocolos para determinar el metabolismo, toxicidad y potencial carcinogénico del HMF.
En mayo de 2011, un equipo de investigadores españoles del CSIC patentaron un producto natural que reduce en un 80% la formación de acrilamida en algunos alimentos y en un 98% la de hidroximetilfurfural. La solución desarrollada por el CSIC es invisible, insípida y por tanto no altera las propiedades de sabor y olor de los alimentos, como ocurría en la mayoría de los métodos ensayados hasta el momento. Está formada por una mezcla de agua y productos naturales, como fibra, antioxidantes, ácido láctico y extracto acuoso de té de canela, entre otros[falta referencia].